# 美國東亞暨太平洋事務助理國務卿
東亞暨太平洋事務助理國務卿（英語：Assistant Secretary of State for East Asian and Pacific Affairs），通常稱作亞太事務助卿或亞太助卿，為美國國務院下屬機構——東亞暨太平洋事務局（亞太局）的主官。助卿主要的職務是協調美國對亞太地區之外交關係，並向國務卿和政務次卿針對該區事務提供諮詢。
1949年，政府行政組織委員會建議將某些特定職務提升至局級，及眾議院通過將助卿人數由六人增加至十人後，美國國務院設立遠東助卿（Assistant Secretaries of State for Far Eastern Affairs）職位。1966年11月1日，國務院又依據行政命令將其職務改劃給亞太事務助卿。遠東事務處（Division of Far Eastern Affairs）成立於1908年，並且為美國國務院第一個根據地理位置劃分的事務機構，目前已更名為亞太事務局。

## 歷任遠東事務助卿
| 姓名              | 就任          | 離任          | 當屆總統          |
| ----------------- | ------------- | ------------- | ----------------- |
| 威廉·巴特沃斯     | 1949年9月29日 | 1950年7月4日  | 哈里·杜鲁门       |
|                   | 1950年3月28日 | 1951年12月9日 | 哈里·杜鲁门       |
| 約翰·艾利森       | 1952年2月1日  | 1953年4月7日  | 哈里·杜鲁门       |
| 饒伯森            | 1953年4月8日  | 1959年6月30日 | 德怀特·艾森豪威尔 |
| 柏森斯            | 1959年7月1日  | 3月30日       | 德怀特·艾森豪威尔 |
| 馬康衛            | 1961年4月24日 | 1961年12月3日 | 約翰·甘迺迪       |
| W·埃夫里爾·哈里曼 | 1961年12月4日 | 1963年4月3日  | 約翰·甘迺迪       |
| 羅傑·希爾斯曼     | 1963年5月9日  | 1964年3月15日 | 甘迺迪及詹森      |

## 歷任東亞暨太平洋事務助卿
| 姓名            | 就任           | 離任          | 當屆總統       |
| --------------- | -------------- | ------------- | -------------- |
| 彭岱            | 1964年3月16日  | 1969年5月4日  | 林登·约翰逊    |
| 葛瑞恩          | 1969年5月5日   | 1973年5月10日 | 理查德·尼克松  |
| G·麥莫翠·高德利 | [ 3 ]          |               | 理查德·尼克松  |
| 殷格索          | 1974年1月8日   | 1974年7月9日  | 理查德·尼克松  |
| 菲力普·哈比卜   | 1974年9月27日  | 1976年6月30日 | 杰拉尔德·福特  |
| 恆安石          | 1976年7月12日  | 1977年3月14日 | 杰拉尔德·福特  |
|                 | 1977年3月31日  | 1981年1月13日 | 吉米·卡特      |
| 何志立          | [ 4 ]          | 1981年1月13日 | 罗纳德·里根    |
|                 | 1982年12月22日 | 1986年3月12日 | 罗纳德·里根    |
| 小加斯東·席格爾 | 1986年3月12日  | 1989年2月21日 | 罗纳德·里根    |
| 理查德·         | [ 5 ]          |               | 老布希         |
| 索乐文          | 1989年6月23日  | 1992年7月10日 | 老布希         |
| 威廉·克拉克     | 1992年7月10日  | 1993年4月23日 | 老布希         |
| 溫斯頓·洛德         | 1993年4月23日  | 1997年2月18日 | 比尔·克林顿    |
| 陸士達          | 1997年8月5日   | 2001年1月20日 | 比尔·克林顿    |
| 李維亞（代理）  | 2005年2月1日   | 2005年4月8日  | 小布希         |
| 柯立金          | 2001年5月1日   | 2005年1月31日 | 小布希         |
| 克里斯托弗·希爾 | 2005年4月8日   | 2009年4月21日 | 小布希及歐巴馬 |
|                 | 2009年6月2日   | 2013年2月8日  | 贝拉克·奥巴马  |
| 丹尼爾·R·羅素   | 2013年7月12日  | 2017年3月8日  | 歐巴馬及川普   |
| 董雲裳（代理）  | 2017年3月9日   | 2018年7月     | 唐納·川普      |
| 馬博智（代理）  | 2018年7月      | 2019年6月     | 唐納·川普      |
| 史達偉          | 2019年6月20日  | 2021年1月20日 | 唐納·川普      |
| 金星容（代理）  | 2021年1月20日  | 2021年6月4日  | 乔·拜登        |
| 康達            | 2021年9月24日  | 現任          | 乔·拜登        |